# Silene colorata
Espèce
Le silène coloré, Silene colorata est une espèce de plantes herbacées annuelle de la famille des Caryophyllacées du genre Silene d'origine méditerranéenne.

## Synonymes
- Silene benoistii Maire
- Silene bipartita Desf.
- Silene canescens Ten.

## Habitat
Ce silène pousse sur les plages de sable et les dunes côtières.

## Description
- Tiges rampantes ou dressées (15 cm de haut)
- Les fleurs sont disposées en épi lâches en haut de la tige,
- Calice renflé en partie supérieure et à stries rougeâtres
- Pétales roses divisés en deux lobes échancrés

## Répartition
Portugal, Espagne, Corse, Italie, Algérie, Grèce, Turquie. 